# Fukuoka
Fukuoka (福岡市 Fukuoka-shi) er en by i den vestlige del af Japan. Byen er beliggende på nordsiden af øen Kyushu og har 1.603.043(2020) indbyggere. Den er hovedby i præfekturet Fukuoka.
Fukuoka by er en sammenlægning af de 2 tidligere hovedbyer i området, den tidligere slotsby "Fukuoka" og handelsbyen "Hakata". Hovedtogstationen i Fukuoka hedder for eksempel stadig "Hakata Station". 
Fukuoka er en vigtig havneby og er kendt som Japans forbindelsesled til Korea og resten af det asiatiske kontinent.